# Ishania hessei
Ishania hessei är en spindelart som först beskrevs av Chamberlin och Ivie 1936.  Ishania hessei ingår i släktet Ishania och familjen Zodariidae. Inga underarter finns listade i Catalogue of Life.